# 3
3. је била проста година.

## Рођења
- Википедија:Непознат датум — Бан Бијао, кинески историчар и службеник династије Хан († 54).